# 环葡萄牙自行车赛
环葡萄牙自行车赛（葡萄牙語：Volta a Portugal），是一项在葡萄牙举办的公路自行车赛事。该赛事每年举行一届，为期两周。

## 历史
第一届环葡萄牙自行车赛于1927年举办。1940-1980年代初，每次赛事时间超过3周。1980年代起，赛程压缩为2周。环葡自行车赛曾经是一项重要的自行车赛，但由于时间安排的原因，近年重要性有所下降，因为其比赛时间位于环法与环西自行车赛之间，不少著名车队及车手可能会缺席该项赛事。